# Партія бірманської соціалістичної програми
Партія бірманської соціалістичної програми (бірм. မြန်မာ့ဆိုရှယ်လစ်လမ်းစဉ်ပါတီ pronounced: mjəma̰ sʰòʃɛ̀lɪʔ láɰ̃zɪ̀ɰ̃ pàtì; скор. မဆလ, pronounced: ma̰ sʰa̰ la̰) — політична партія Бірми, яка була керівною в країні протягом 1964-1988 років. Партія створена 4 липня 1962 року тодішнім лідером У Не Віном. Партія сповідувала ідеологію поєднання соціалізму й буддизму, при цьому застосовувала репресії проти лівої і буддистської опозиції. В 1988 році була перетворена у Національну партію єдності.

## Історія виникнення
Партія була утворена 4 липня 1962 року після проголошення декларації «Бірманський шлях до соціалізму» Революційною Радою 30 квітня того ж року. Декларація стала програмою партії. Засновником партії став У Не Він.
Згідно із заявами засновників партії, її ідеологія мала поєднати в собі ідеї комунізму і буддизму, на чому будувалася і декларація «бірманського шляху до соціалізму». Іншим програмним документом партії став буклет «Особливі характеристики Партії бірманської соціалістичної програми» («Special Characteristics of the Burma Socialist Programme Party»), опублікований в січні 1963 року — бірманською та англійською мовами. Згідно з цим документом, нова партія виокремлювала себе від «буржуазних» соціал-демократів та від комуністів. Партія оголошувала свою незгоду з вірою соціал-демократів у побудову соціалізму парламентськими методами. Комуністів же партія звинувачувала у «вульгарному матеріалізмі».
У січні 1963 року партія випустила документ «Система відносин людини з навколишнім середовищем» (англ. «The System of Correlation between Man and His Environment»), в якому були узагальнені філософські ідеї марксизму і буддизму з метою «підігнати» їх до основних положень «бірманського шляху».

## Структура партії
Партія бірманської соціалістичної програми будувалася на принципі демократичного централізму. Вищим органом партії був з'їзд (Конгрес), що скликався один раз у 4 роки. З'їзд обирав Центральний комітет, Дисциплінарний комітет і Секретаріат Центрального комітету ПБСП. Особа, що вступала в ряди партії повинна була пройти два етапи — офіційно стати співчуваючим, а потім кандидатом у члени ПБСП. Під керівництвом партії діяли масові організації робітників, селян, молоді, ветеранів, письменників і журналістів.

## Однопартійна держава
23 березня 1964 року Партія бірманської соціалістичної програми видала декрет під назвою «Закон, що захищає національну єдність», згідно з яким всі інші партії заборонялися. Вся влада переходила в руки партії, яку очолював У Не Він, що захопив владу у 1962 році.
Конституція 1974 року закріплювала головну і провідну роль партії. Стаття 11 Конституції оголошувала: «В країні існує однопартійна система. Партія бірманської соціалістичної програми є єдиною політичною партією, і їй належать всі владні повноваження». По суті, це було юридичним проголошенням ситуації, яка фактично існувала з 1964 року.
Тоді ж всіх вчителів, лікарів, інженерів, державних службовців, інших фахівців зобов'язали у тримісячний термін пройти курси ідеологічної освіти. Зросла роль таємної поліції, завданням якої було виявлення дисидентів та «політично неблагонадійних» громадян.
У 1977 році в партії пройшли «чистки», під час яких покаранню піддавалися звинувачені у «лівому ухилі» і симпатіях до комуністів.
Після раптової смерті 9 листопада 1981 року Генерального секретаря партії У Таун Чжі на IV позачерговому пленумі ЦК новим Генеральним секретарем був обраний заступник генсека У Ей Ко, який був пізніше обраний секретарем Держради.

## Молодіжне крило
У 1984 році при партії була сформована молодіжна студентська організація «Ланзін лу нге»; аналогічна була створена для школярів організація «Шейгаун лу нге». Організації були сформовані на організовані аналогічно до китайських «Червоної гвардії» та «Юних піонерів».

## Криза
З 23 по 26 липня 1988 року проходив Позачерговий з'їзд партії. На відкритті з'їзду голова партії Не Він несподівано оголосив про те, що він жалкує про страждання і кров під час березневих і червневих подій (малися на увазі студентські демонстрації в березні і червні 1988 року, які жорстоко придушено поліцією; під час розгону демонстрацій загинуло або постраждало безліч осіб) і бажає скласти з себе повноваження голови партії. Він заявив, що також готові подати у відставку президент країни Сан Ю, генеральний секретар партії Ає Ко, заступник генерального секретаря Сейн Луїн та член Центрального виконавчого комітету Тун Тін. За словами У Не Віна, демонстрації ясно показали, що народ не довіряє уряду і партії. Також У Не Він запропонував провести у вересні того ж року референдум, на якому громадяни повинні були висловитися за або проти збереження однопартійної політичної системи.

## Занепад
Рішенням з'їзду було задоволено прохання про відставку У Не Віна (голова партії) і Сан Ю (його заступника). Проте генеральний секретар та інші вищі чиновники зберегли свої посади в партії. Також з'їзд не підтримав ідею про референдум. На посаду голови був призначений давній соратник У Не Вина — Сейн Луїн.
Призначення Сейн Луїна і відмова від проведення референдуму спровокували нові масові акції протесту по всій країні (які почалися 8 серпня), що жорстоко придушені поліцією і військами; кількість жертв серед демонстрантів досягла кілька сотень. 12 серпня Сейн Луїн пішов у відставку відразу з обох посад — голови партії і президента країни. 19 серпня Центральний комітет партії обрав головою Маунг Маунга. На наступний день Маунг Маунг був також призначений Народною Радою (парламентом) на посаду Президента. Це викликало нові, ще більш запеклі, акції протесту.
10 вересня Партія бірманської соціалістичної програми ухвалила рішення про проведення в країні референдуму на тему побудови багатопартійної політичної системи в країні. Парламент постановив, що цей референдум повинен відбутися не раніше, ніж через 45, але не пізніше, ніж через 90 днів. Тим не менш, акції протесту тривали; демонстранти вимагали відставки Маунг Маунга.
18 вересня 1988 року в країні стався переворот. Владу захопила Державна рада миру і розвитку під керівництвом генерала Со Маунга. 24 вересня БПСП була переформована в Партію національної єдності. Партію очолив У Та Г'яу, колишній армійський офіцер, який обіймав з 1974 року один з міністерських постів.